# 베스니크 하시
베스니크 하시 (Besnik Hasi, 1971년 12월 29일 ~ )은 알바니아의 전 축구 선수이자 현 축구 감독이다.